# Husów
Husów est une localité polonaise de la gmina de Markowa, située dans le powiat de Łańcut en voïvodie des Basses-Carpates.